# ماريان بيرل
ماريان بيرل (بالفرنسية: Mariane Pearl)‏ هي صحفية فرنسية وكوبية، ولدت في 23 يوليو 1967 في كليشي في فرنسا.

## وصلات خارجية
- ماريان بيرل على موقع IMDb (الإنجليزية)
- ماريان بيرل على موقع إن إن دي بي (الإنجليزية)
- ماريان بيرل على موقع قاعدة بيانات الفيلم (الإنجليزية)